# Bildungszentrum Zürichsee
Das Bildungszentrum Zürichsee (BZZ) ist ein Berufs- und Weiterbildungszentrum im Schweizer Kanton Zürich mit Standorten in Horgen und Stäfa. Es entstand 2001 aus der Fusion der KV-Schulen Horgen und Stäfa und der gewerblich-industriellen Berufsschule Horgen. Im Rahmen der Berufsaus- und -weiterbildung werden die berufliche Grundbildung (Berufsbildung) und die berufsorientierte Weiterbildung sowie Lehrberufe mit Berufsmaturität angeboten. Grundlage dazu bildet das Berufsbildungsgesetz.

## Geschichte
Das Bildungszentrum entstand 2001 durch einen Zusammenschluss diverser Schulen an den Standorten Horgen und Stäfa. Mit dem Zusammenschluss zu einem Bildungszentrum haben die Gewerblich-Industrielle Berufsschule Horgen und die Kaufmännischen Berufsschulen Horgen und Stäfa die Qualität des Bildungsstandortes Zürichsee gestärkt und diesen zukunftsfähig gestaltet.
Die Berufsfachschule in Horgen wurde 1970 durch die Gemeinde Horgen errichtet. Ende der achtziger Jahre wurden das Gebäude und die angrenzenden Liegenschaften vom Kanton Zürich mit dem Ziel erworben, das Schulhaus zu erweitern. Im August 2015 beschloss der Zürcher Kantonsrat den Erweiterungsbau am Standort Horgen.
2012 wurde in Horgen Oberdorf ein neuer Standort eröffnet, um die Kapazität während der Sanierung des Altbaus sicherzustellen. Zu Beginn des Schuljahres 2022 konnte dieser wieder geschlossen werden, da die Sanierung abgeschlossen war und das BZZ zusammen mit dem Erweiterungsbau, der bereits 2020 fertiggestellt wurde, wieder über genügend Räumlichkeiten für den Unterricht verfügte.

## Bildungsangebot
Das Bildungsangebot der Einrichtung besteht u. a. in Aus- und Weiterbildungen aus den Bereichen:
Berufsbildung
- Kaufmann
- Büroassistent EBA
- Detailhandelsassistent EBA
- Detailhandelsfachmann EFZ
- Recyclist EFZ
- Mediamatiker EFZ
- Informatiker EFZ
- Elektroinstallateur EFZ
- Montage-Elektriker EFZ

Weiterbildung – Kurse und Lehrgänge
- Handelsschule
- Technischer Kaufmann mit eidg. Fachausweis
- Höheres Wirtschaftsdiplom HWD
- Lehrgänge Sachbearbeiter Personalwesen, Immobilien-Bewirtschaftung, Marketing und Verkauf, Rechnungswesen und Sozialversicherungen
- Fachausweislehrgänge Detailhandelsspezialist und Technische Kaufleute (TK)
- Sprachkurse Deutsch, Schweizerdeutsch, Englisch, Französisch, Italienisch, Spanisch und Russisch
- Informatik und Computerkurse